# Biskupice Oławskie (stacja kolejowa)
Biskupice Oławskie – stacja kolejowa w Biskupicach Oławskich w województwie dolnośląskim, w powiecie oławskim. W pobliżu stacji, w 1910 roku wybudowano  wiadukt pomiędzy Biskupicami a Minkowicam.

## Ruch pasażerski
| Rok  | Wymiana pasażerska na dobę |
| ---- | -------------------------- |
| 2017 | 0-9                        |
| 2022 | 0-9                        |

## Połączenia
- Opole Główne
- Jelcz-Laskowice
- Wrocław Główny